# 夢月亭清麿
夢月亭 清麿（むげつてい きよまろ、1950年5月16日 - ）は、東京都渋谷区出身の落語家。落語協会所属。本名∶池谷 実。出囃子∶『串本節』。

## 経歴
早稲田大学第一文学部卒業後1973年3月、五代目柳家つばめに入門、前座名「雪之丞」。1974年9月、つばめ死去により、大師匠五代目柳家小さん門下に移籍。
1978年3月に金原亭馬治、古今亭菊龍と共に二ツ目昇進、亡き師匠である五代目柳家つばめの二ツ目名「夢月亭歌麿」と改名。
1989年3月に林家鉄平と共に真打昇進、「夢月亭清麿」と改名。2020年より落語協会監事を務める。
落語協会事務所で、落語協会百周年記念興行の話し合いをしている時に脳疾患（脳梗塞）で倒れたため、2023年11月以降休演。2017年以降らくごカフェで3か月おきに開催してきた独演会は、2024年1月19日をもって最終回（清麿休演）となった。
2025年1月18日と28日、林家正雀の呼びかけによりお江戸両国亭で「夢月亭清麿を励ます会」が開かれ、収益は全額清麿に渡された。

## 人物
学生の頃、映画好きとして佐藤忠男の本を愛読、佐藤と面識もあった。落語家になろうと考えた時に「私は栄ちゃんと呼ばれたい」（柳家つばめ著）のあとがきに佐藤の名前があったのを思い出し、頼み込んでつばめ宛の紹介状を書いてもらって入門に至った。
高座では主に新作落語を演じている。新作落語を作り続けた三遊亭円丈の理論的支柱として「実験落語」以降の活動に同道していた。
映画・プロレス好きで、プロレスに関する著書も出している。
演芸専門誌「東京かわら版」で、コラムを柳家雪之丞時代の1977年（昭和52年）1月号（第27号）から平成中期まで長期連載していた。タイトルは「よたろうのーと」→「新・よたろうのーと」→「夢月亭の炊き立てゴハン」に変更されている。

## 芸歴
- 1973年3月∶五代目柳家つばめに入門、前座名「雪之丞」。
- 1974年9月∶師匠つばめが死去、大師匠五代目柳家小さん門下に移籍。
- 1978年3月∶二ツ目昇進、「夢月亭歌麿」に改名。
- 1989年3月∶真打昇進、「夢月亭清麿」に改名。

## 役職
- 2020年∶落語協会監事に就任。

## 著書
- 『プロレスラーのとっておきの話』（サンマーク出版、1992年12月、ISBN 9784763190529）
- 『プロレスクイズ500問』（ベースボール・マガジン社、1995年6月、ISBN 9784583032177）

### 解説・その他
- 三遊亭円丈『御乱心 落語協会分裂と、円生とその弟子たち』（主婦の友社、1986年4月） - 本文中に「評論の歌麿（当時）大先生」として落語協会分裂騒動を分析する存在として実名で登場。また、文庫化された『師匠、御乱心！』（小学館文庫、2018年3月、ISBN 9784094064995)では、巻末の「〈御乱心〉三遊鼎談」（三遊亭円丈・三遊亭円楽（6代目）・三遊亭小遊三）の進行役を務めている。
- 柳家つばめ『創作落語論』（河出文庫、2009年6月、ISBN 9784309409672) - 大友浩との対談による解説